# Yoshihiro Tajiri
Yoshihiro Tajiri (japanisch 田尻 義博, Tajiri Yoshihiro; * 29. September 1970 in Tamana, Präfektur Kumamoto, Japan), besser bekannt als Tajiri, ist ein japanischer Wrestler, der international vor allem durch seine Auftritte bei Extreme Championship Wrestling (ECW) und World Wrestling Entertainment (WWE) Bekanntheit erlangte. Vor seiner professionellen Wrestling-Karriere, die am 19. September 1994 begann, verfolgte er eine Laufbahn als Kickboxer und brach sein Wirtschaftsstudium ab, um sich vollständig dem Ringkampfsport zu widmen. Tajiri entwickelte er einen einzigartigen technischen Stil, der Elemente des japanischen Puroresu mit mexikanischem Lucha Libre kombiniert und durch seinen charakteristischen Green-Mist-Angriff ergänzt wird.
Im Laufe seiner Karriere trat er für zahlreiche Promotions auf vier Kontinenten an und gewann dabei bedeutende Titel wie die WWE Cruiserweight Championship, die ECW World Television Championship und die AJPW World Junior Heavyweight Championship. Nach mehreren Jahren bei verschiedenen japanischen Promotions wie All Japan Pro Wrestling (AJPW), New Japan Pro-Wrestling (NJPW) und Wrestle-1 sowie einem kurzen WWE-Comeback 2016/17 ist Tajiri seit 2023 bei Kyushu Pro-Wrestling aktiv, wo er weiterhin sein umfangreiches Können unter Beweis stellt.
Seine dreißigjährige Karriere, die ihn zu einem der vielseitigsten und technisch versiertesten Wrestler Japans machte, wurde im September 2024 mit einer speziellen Jubiläumsveranstaltung in seiner Heimatstadt gewürdigt.

## Karriere

### Wrestling-Karriere bis 1998
Yoshihiro Tajiri gab sein professionelles Wrestling-Debüt am 19. September 1994 gegen Takashi Okano in der International Wrestling Association of Japan (IWA Japan). Vor seiner Wrestling-Karriere hatte Tajiri eine Laufbahn im Kickboxen verfolgt und sein Wirtschaftsstudium abgebrochen, um sich dem professionellen Wrestling zu widmen. In seinen frühen Jahren entwickelte er einen technischen Stil, der später zu seinem Markenzeichen wurde.
Nach einiger Zeit in der IWA Japan wechselte Tajiri nach Mexiko, wo er für die japanische Division des Consejo Mundial de Lucha Libre (CMLL) antrat. Während seiner Zeit in Mexiko trat er unter dem Ringnamen „Aquarius“ auf und war Teil der Gruppierung Grupo Cibernético um Memo Díaz und Negro Casas. Diese Phase seiner Karriere ermöglichte es ihm, sein technisches Können zu verfeinern und den Lucha-Libre-Stil in sein Repertoire zu integrieren. 1996 verließ Tajiri die CMLL und kehrte nach Japan zurück, wo er für Big Japan Pro-Wrestling (BJPW) in Tokio antrat. Im Frühjahr 1997 nahm Tajiri am prestigeträchtigen Super Junior Turnier für New Japan Pro-Wrestling teil, bei dem auch Wrestler wie Jushin Liger, Chris Jericho und Chavo Guerrero Jr. vertreten waren.
Am 14. Juli 1997 folgte ein kurzer Auftritt in der World Wrestling Federation (WWF) in der Sendung Raw, wo er gegen seinen Landsmann Taka Michinoku antrat. Ende 1998 kam Tajiri zur Extreme Championship Wrestling (ECW), wo er zeitgleich mit Super Crazy debütierte. Schon früh zeichnete sich eine intensive Rivalität mit Super Crazy ab, die zu einer Reihe bemerkenswerter Matches führte und den Grundstein für Tajiris wachsende Popularität in Amerika legte.

### Extreme Championship Wrestling(1998–2001)

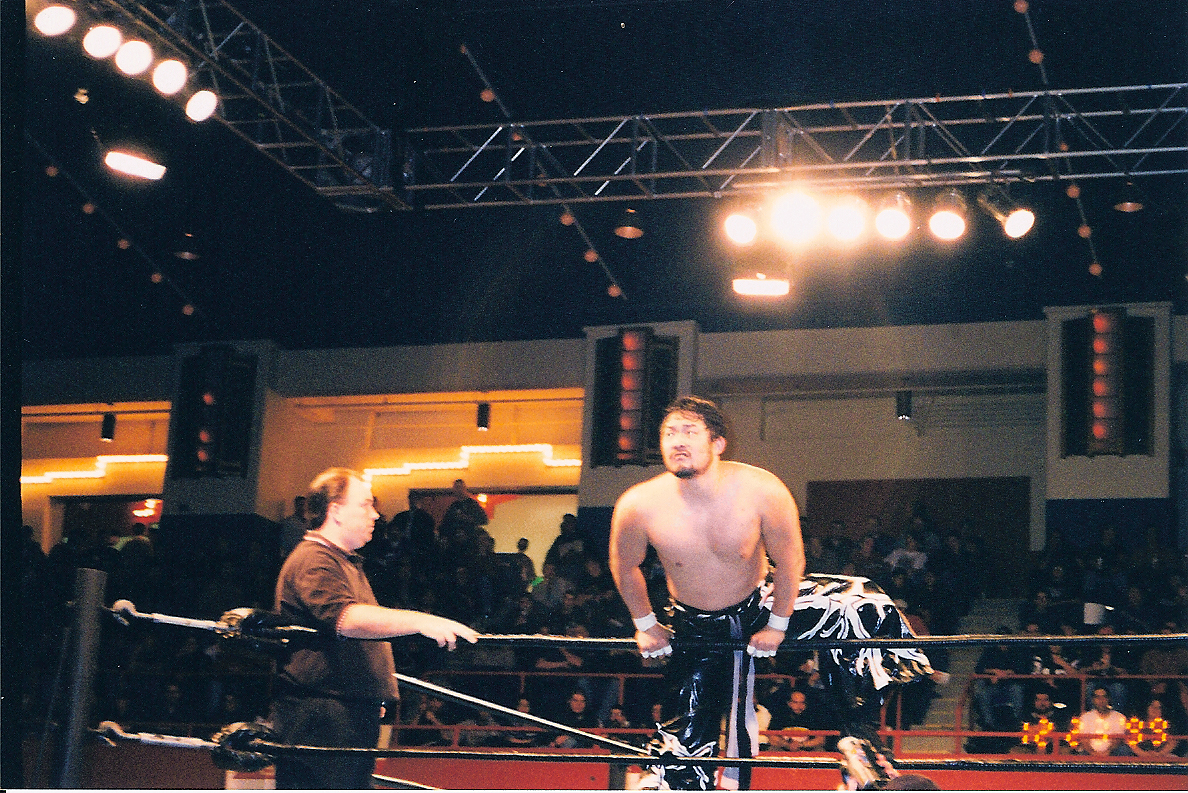
Tajiri in der ECW (1999)

Yoshihiro Tajiri, besser bekannt unter seinem Ringnamen „Tajiri“, debütierte in der Extreme Championship Wrestling (ECW) Ende 1998. Sein erster Auftritt fand am 11. Dezember 1998 statt, bei dem er Antifaz del Norte besiegte. Am 25. Dezember 1998 traf er bei ECW Hardcore TV erneut auf Antifaz del Norte, wo er das Match nach einer Kombination aus Brain Buster und Dragon Suplex für sich entscheiden konnte.
Zu Beginn seiner ECW-Karriere trat Tajiri in traditionellen blau-weißen Tights mit einem Insigne der aufgehenden Sonne Japans auf, änderte jedoch später sein Erscheinungsbild zu Bart und langen Ninja-Hosen und begann, den charakteristischen grünen Nebel zu verwenden, was ihm den Spitznamen „The Japanese Buzzsaw“ einbrachte.
Im Jahr 1999 entwickelte sich eine intensive Fehde mit Super Crazy, die von Fans weltweit verfolgt wurde. Am 30. Oktober 1999 besiegte Tajiri Jerry Lynn in einem Match bei ECW Hardcore TV, wobei er den roten Nebel als Technik einsetzte und Lynn mit einem Brainbuster bezwang. Tajiri erreichte am 8. April 2000 seinen ersten großen Titelgewinn in der ECW, als er in Buffalo, New York, Super Crazy und Little Guido in einem Three-Way-Match besiegte und die ECW World Television Championship errang, welche er für 14 Tage hielt. Am 25. August 2000 gewann er zusammen mit Mikey Whipwreck als Tag-Team „The Unholy Alliance“ das ECW World Tag Team Championship Tournament, indem sie im Finale Jerry Lynn & Tommy Dreamer sowie Johnny Swinger & Simon Diamond in einem Three-Way-Match bezwangen. Sie hielten die Titel allerdings nur einen Tag.
In der Folgezeit hatte The Unholy Alliance mehrere Matches gegen The Full Blooded Italians (F.B.I.) (Little Guido & Tony Mamaluke). Beim letzten Pay-per-View ECW Guilty As Charged 2001 am 7. Januar besiegten Whipwreck und Tajiri erneut Kid Kash & Super Crazy sowie The F.B.I. in einem Three-Way-Match.

### Karriere beiWWFbzw.WWE(2001–2008)

#### Anfänge und Erfolge
Nach Übernahme der Extreme Championship Wrestling durch die World Wrestling Federation (WWF) unterzeichnete Yoshihiro Tajiri im Frühjahr 2001 einen Vertrag mit der WWF und debütierte im Mai 2001 im Programm. Tajiri fand zunächst seinen Platz als Assistent des damaligen WWE-Commissioners William Regal. In dieser Rolle bot er den Zuschauern komödiantische Elemente, bewies jedoch schnell seine beeindruckenden Fähigkeiten im Ring. Während der Storyline zur WCW/ECW-Invasion 2001 erhielt Tajiri die Gelegenheit, sich als Einzelwrestler zu etablieren und gewann am 10. September 2001 die WCW United States Championship gegen Chris Kanyon, hielt den Titel jedoch nur für 13 Tage. Bereits zuvor hatte er am 6. August 2001 die WWF Light Heavyweight Championship gegen X-Pac errungen und vereinte somit zeitweise beide Titel.
In den folgenden Jahren entwickelte sich Tajiri zu einem festen Bestandteil der Cruiserweight-Division und sicherte sich insgesamt dreimal die WWF Cruiserweight Championship, mit der ersten Regentschaft beginnend am 22. Oktober 2001, die 162 Tage andauerte. Bekannt für seinen einzigartigen Kampfstil, der Elemente des japanischen Puroresu mit mexikanischem Lucha Libre verband, setzte Tajiri regelmäßig seinen charakteristischen Green-Mist-Angriff ein, bei dem er seinen Gegnern eine grüne Flüssigkeit ins Gesicht spuckte.
Ein weiteres Karrierehighlight stellte der Gewinn der WWE Tag Team Championship zusammen mit Eddie Guerrero am 18. Mai 2003 in einem Ladder Match gegen Charlie Haas und Shelton Benjamin dar, wobei das Team den Titel 44 Tage lang hielt. Nach einer Fehde mit seinem ehemaligen Mentor William Regal vereinten sich beide später wieder und bildeten ein erfolgreiches Tag Team.

#### Weitere Karriere

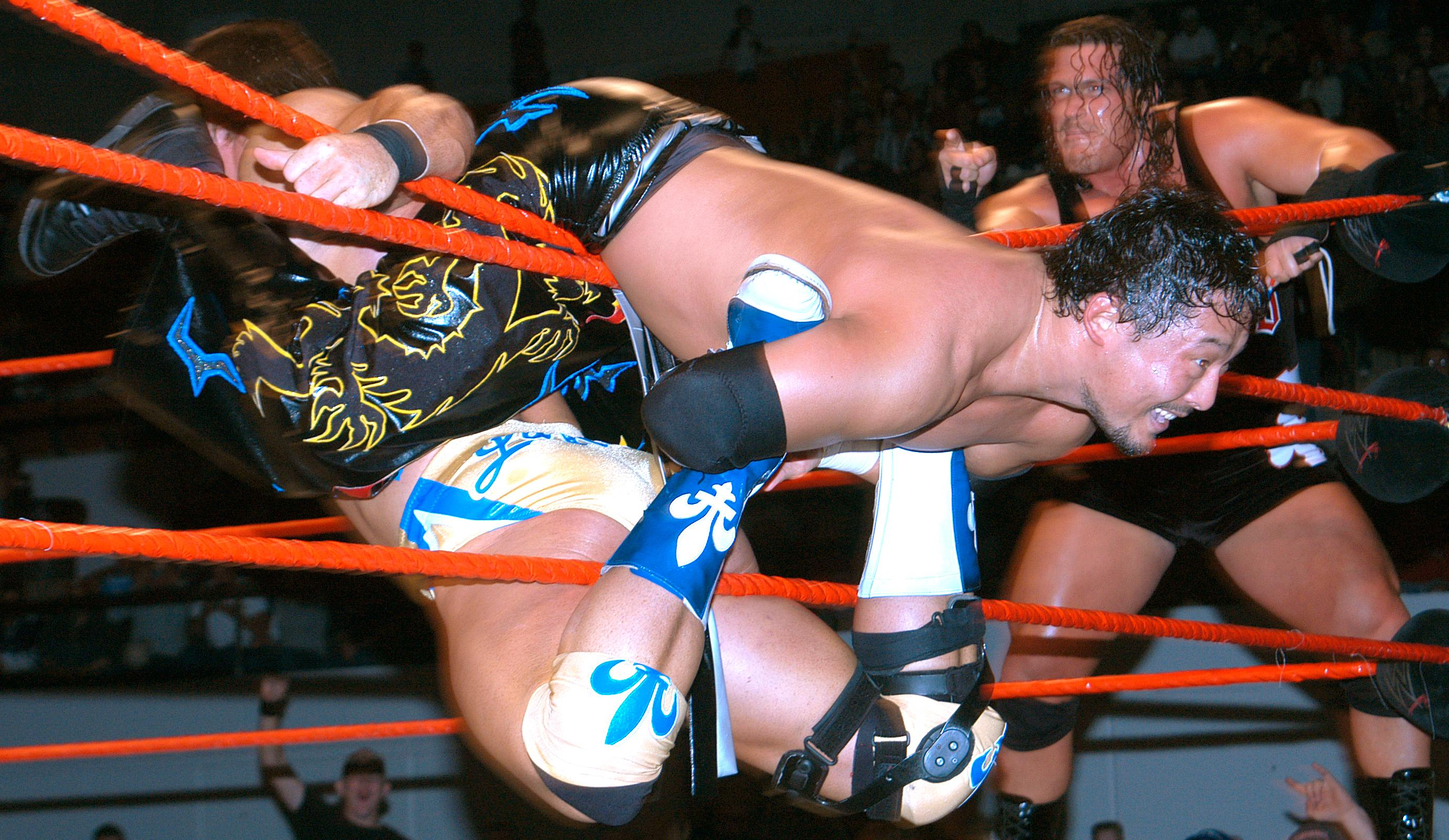
Tajiri zeigt eine Tarantula gegen Rob Conway (2005)

Im Jahr 2004 erhielt Yoshihiro Tajiri zwei Chancen auf die WWE Championship, konnte diese Titelgelegenheiten jedoch nicht für sich entscheiden. Besonders bemerkenswert war seine Konfrontation mit Triple H am 26. April 2004 bei WWE RAW, wo er seinen charakteristischen Green Mist gegen den mehrfachen WWF-Champion einsetzte. In diesem Match gelang es Tajiri beinahe, Triple H mit seinem Octopus Stretch zur Aufgabe zu zwingen.
Anfang 2005 wurde Tajiri ins RAW-Roster versetzt, wo er am 4. Februar 2005 zusammen mit William Regal die World Tag Team Championship von La Résistance (Sylvain Grenier und Rob Conway) gewinnen konnte. Das Tag Team verteidigte die Titel erfolgreich gegen verschiedene Herausforderer, darunter Christian & Tyson Tomko sowie erneut La Résistance bei mehreren Veranstaltungen im April 2005. Ihre Titelregentschaft endete schließlich am 1. Mai 2005 beim Pay-per-View WWE Backlash in einem World Tag Team Title Gauntlet Match, in dem Rosey & The Hurricane die Gürtel erlangten.
Im Dezember 2005 verließ Tajiri die WWE aus persönlichen Gründen, da er mehr Zeit mit seiner Familie in Japan verbringen und eine Karriere als Journalist anstreben wollte. Trotz seines Ausscheidens aus dem Unternehmen kehrte er für einzelne Auftritte zurück. Am 11. Juni 2006 trat Tajiri beim Pay-per-View ECW One Night Stand auf, wo er gemeinsam mit Super Crazy gegen The F.B.I. antrat, das Match jedoch verlor. Nach dem Match wurden beide Teams vom Überraschungs-Draft-Pick der ECW Big Show attackiert, der alle Beteiligten außer Gefecht setzte.
Eine weitere nennenswerte Rückkehr erfolgte im Februar 2008, als Tajiri bei einer WWE-Hausshow in Japan William Regal zu dessen Match gegen Ric Flair begleitete. Während dieser Zeit erhielt Tajiri mehrere Angebote für eine vollständige Rückkehr zur WWE, die er jedoch ablehnte und stattdessen nur für unverbindliche Einzelauftritte zur Verfügung stand.

### Engagement beiHUSTLE(2006–2010)

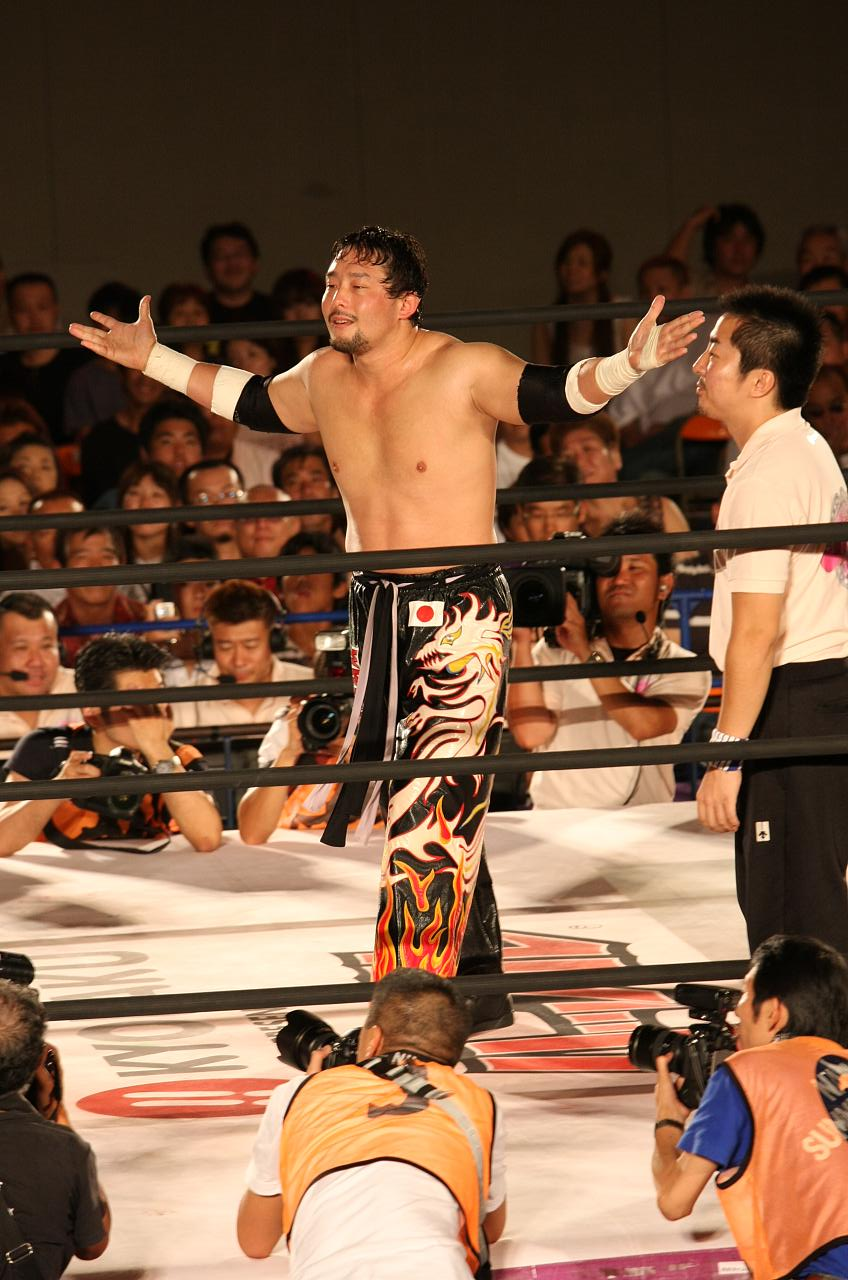
Tajiri bei HUSTLE (2008)

Yoshihiro Tajiri kehrte im März 2006 in die japanische Wrestling-Szene zurück und feierte sein Debüt bei HUSTLE, einer von Nobuhiko Takada geführten Promotion. Sein erster offizieller Auftritt fand am 5. März 2006 bei HUSTLE Vol. 14 in Yokohama im Cultural Gymnasium (japanisch 横浜文化体育館) statt, wo er gegen Kohei Sato antrat. Als Teil der HUSTLE Army, der Babyface-Fraktion der Promotion, stellte Tajiri sich gegen die von Generalissimo Takada angeführte Monster Army. Im Gegensatz zu traditionellen Puroresu-Ligen setzte HUSTLE stark auf Unterhaltungselemente und charakterbasierte Storylines, was Tajiri die Möglichkeit bot, sein in der WWE entwickeltes Charisma in einem japanischen Kontext zu nutzen. Im Jahr 2006 bestritt Tajiri insgesamt 21 Matches für die Organisation, wobei er bei HUSTLE Vol. 15 am 12. März und HUSTLE Vol. 17 am 13. Mai weitere bedeutende Auftritte absolvierte.
Während seiner Zeit bei HUSTLE arbeitete Tajiri regelmäßig mit internationalen Talenten zusammen, darunter auch ehemalige WWE-Kollegen wie die Dudley Boyz, die 2009 ebenfalls für die Promotion antraten. Bei HUSTLE Aid 2009 am 26. Juli 2009 trat Tajiri an der Seite von KG und Shiro Koshinaka an.
Die von Tajiri genutzten Charakterelemente und sein als „The Japanese Buzzsaw“ bekannter Stil passten gut zur theatralischen Ausrichtung von HUSTLE, das sich bewusst von den sportlicheren japanischen Promotions abhob. Im Juli 2009 erlebte HUSTLE mit dem Tod des Charakters Generalissimo Takada eine dramatische Storyline-Wendung, die zur Auflösung der Monster Army führte. Die finanzielle Situation der Promotion verschlechterte sich in den folgenden Monaten, bis Präsident Nobuo Yamaguchi am 28. Oktober 2009 die Einstellung des regulären Betriebs bekannt gab. Trotz der offiziellen Schließung wurden unter dem Banner HUSTLE Sakata HUSTLE Wataru noch vereinzelte Shows bis Mai 2010 veranstaltet, an denen auch Tajiri teilnahm, wie etwa bei HUSTLE GP First Round, wo er gegen Wataru Sakata antrat. Tajiris Engagement bei Hustle endete mit dem Auslaufen der regelmäßigen Veranstaltungen im Frühjahr 2010, woraufhin er sich anderen Wrestling-Promotions in Japan zuwandte.

### All Japan Pro Wrestling(2006/07)
Nach seinem Ausscheiden aus der WWE Ende 2005 kehrte Yoshihiro Tajiri nach Japan zurück, wo er unter anderem für All Japan Pro Wrestling (AJPW) aktiv wurde. Sein erstes bedeutendes Match für die Promotion fand am 27. August 2006 beim Event AJPW Pro-Wrestling Love in Ryogoku Summer Impact 2006 statt, bei dem er gegen den legendären Great Muta antrat und eine Niederlage hinnehmen musste. Die Zusammenarbeit mit Great Muta entwickelte sich jedoch in den folgenden Monaten zu einer produktiven Partnerschaft, was sich am 29. Oktober 2006 zeigte, als beide bei der Veranstaltung AJPW Shining Series ’06 – Tag 10 gemeinsam das Team Kaz Hayashi und Satoshi Kojima in einem 25:24-Minuten-Match bezwangen.
Zu Beginn des Jahres 2007 nahm Tajiri am prestigeträchtigen AJPW-Turnier Champion Carnival teil und traf dabei am 26. März im Auftaktmatch auf Satoshi Kojima. Seine Ambitionen auf den höchsten Titel der Promotion wurden am 30. April 2007 deutlich, als er im Rahmen der Tour AJPW Hold Out ’07 gegen den damaligen Triple Crown Heavyweight Champion Minoru Suzuki antrat, jedoch unterlag. Während seiner Zeit bei AJPW entwickelte Tajiri seine charakteristische Mischung aus technischem Wrestling und Kampfsporttechniken weiter, die er bereits während seiner frühen Karriere als Kickboxer verfeinert hatte.

### New Japan Pro-Wrestling(2009/10)
Im Sommer 2009 debütierte Yoshihiro Tajiri bei New Japan Pro-Wrestling (NJPW) und begann sofort eine Fehde mit dem amtierenden IWGP Heavyweight Champion Hiroshi Tanahashi, indem er diesen nach einer Titelverteidigung gegen Takashi Sugiura attackierte und mit dem Green Mist bespuckte. Tajiri nahm am Turnier G1 Climax 2009 teil, wo er sein Auftaktmatch gegen Mitsuhide Hirasawa mit seinem charakteristischen Buzzsaw Kick nach 7:37 Minuten gewann. Am 13. August 2009 errang er einen bedeutsamen Sieg über Tanahashi in einem Nicht-Titel-Match, nachdem er erneut den Green Mist einsetzte. Das Turnier beendete er jedoch mit nur vier Punkten am Ende von Block A. Nach der Auflösung der Promotion Hustle im Oktober 2009 wurde Tajiri Vollzeit-Wrestler bei NJPW. Bei der Veranstaltung Destruction ’09 verbündete sich Tajiri nach seinem Match mit Jado und Gedo. Obwohl er zwei weitere Siege über Tanahashi in Tag-Team-Matches erzielen konnte, verlor er die Fehde letztendlich, als Tanahashi ihn am 5. Dezember 2009 in einem Einzelmatch besiegte.
Anschließend richtete Tajiri seinen Fokus auf die Gruppierung Seigigun um Yuji Nagata. Bei der Großveranstaltung Wrestle Kingdom IV im Tokyo Dome am 4. Januar 2010 besiegte Tajiri gemeinsam mit Masato Tanaka das Team von Yuji Nagata und Akebono, wobei Tajiri Nagata nach einem Green-Mist-Angriff und einem Buzzsaw Kick pinnte. Am 14. Februar 2010 revanchierte sich Nagata jedoch mit einem schnellen Sieg über Tajiri in unter fünf Minuten, was Tajiris Fehde mit Seigigun vorerst beendete. Bei der Veranstaltung Dominion 6.19 am 19. Juni 2010 kehrte Tajiri als Face (Publikumsliebling) zurück und rettete seinen früheren Rivalen Tanahashi vor den Attacken von Toru Yano und Takashi Iizuka. Anschließend half er Tanahashi, Yanos Kopf nach deren Hair-vs.-Hair-Match zu rasieren. Am 28. Juni 2010 nahm Tajiri gemeinsam mit Tanahashi und KUSHIDA am 6-Man-Tag-Tournament von J Sports Crown Openweight teil, wo sie bis ins Finale am 30. Juni vordrangen, dort jedoch gegen Prince Devitt, Ryusuke Taguchi und Hirooki Goto unterlagen.
Im Oktober und November 2010 bildete Tajiri ein Tag Team mit Tanahashi in der NJPW G1 Tag League 2010. Am 7. November 2010 trat er bei NJPW Circuit ’10 Truth: G1 Tag League – Day 11 mit Hirooki Goto und Hiroshi Tanahashi gegen Shinsuke Nakamura, Tomohiro Ishii und Toru Yano an, und sein Team konnte den Sieg erringen. Trotz eines vielversprechenden Starts im Turnier wurden Tajiri und Tanahashi am 6. November, dem letzten Tag der Gruppenphase, von den IWGP Tag Team Champions Bad Intentions (Giant Bernard und Karl Anderson) besiegt und verpassten als Drittplatzierte in ihrer Gruppe knapp den Einzug ins Halbfinale.

### Smash(2009–2012)
Nach dem finanziellen Zusammenbruch der Wrestling-Promotion Hustle Ende 2009 wurde Yoshihiro Tajiri zum Producer der Wrestling-Abteilung einer neuen Promotion namens Smash ernannt. Die Gründung wurde auf einer Pressekonferenz am 8. Dezember 2009 in Tokio bekanntgegeben, wobei neben dem Wrestling-Bereich unter Tajiri auch Mixed Martial Arts (MMA) unter Leitung von Akira Shoji und Kickboxen als weitere Sparten der Promotion vorgestellt wurden. Smash sollte als Nachfolgepromotion von Hustle fungieren und hielt seine erste Veranstaltung am 26. März 2010 im Shinjuku FACE in Tokio ab. Bei diesem Debüt-Event bestritt Tajiri ein Hardcore-Match gegen seinen ehemaligen ECW-Kollegen Tommy Dreamer, welches er verlor, konnte jedoch später am selben Abend ein zweites Match gegen Mentallo für sich entscheiden. Im Anschluss an die Veranstaltung retteten Tajiri und Dreamer KUSHIDA vor einem Angriff durch Leatherface, wobei Dreamer in einer emotionalen Geste Tajiri Tribut zollte.
Während seiner Zeit bei Smash trat Tajiri auch für den finnischen Roster Fight Club Finland (FCF) an und gewann am 29. Mai 2010 bei Smash.3 die FCF Finnish Heavyweight Championship gegen Valentine. Den Titel verlor er am 24. Juli bei Smash.6 an StarBuck, gewann ihn jedoch am 22. November 2010 bei Smash.10 zurück.
Zu den weiteren bemerkenswerten Matches von Tajiri bei Smash gehörte eine Begegnung mit Kana (später in der WWE als „Asuka“ bekannt) am 24. Dezember 2010 und eine erfolgreiche Titelverteidigung gegen Super Crazy bei Smash.12. Am 8. September 2011 bei Smash.21 besiegte Tajiri Akira im Halbfinale des Turniers um die Smash Championship, unterlag jedoch im Finale am 28. Oktober gegen StarBuck.
Die letzte große Veranstaltung von Smash, Smash.25, fand am 19. Februar 2012 statt, bei der Tajiri erfolglos gegen Dave Finlay um die Smash Championship antrat. Am 10. Februar 2012 gab Smash bekannt, dass die Promotion nach ihrer Veranstaltung am 14. März aufgrund von Meinungsverschiedenheiten zwischen Tajiri und dem finanziellen Unterstützer Masakazu Sakai aufgelöst würde. Im letzten Match der Promotion am 14. März 2012 siegte Tajiri gemeinsam mit Akira gegen Hajime Ohara und StarBuck, woraufhin er seine Absicht ankündigte, eine neue Promotion zu gründen. Diese wurde später als Wrestling New Classic (WNC) bekannt und veranstaltete ihr erstes Event am 26. April 2012.

### Wrestling New Classic(2012–2014)
Die neue Promotion Wrestling New Classic (WNC) veranstaltete ihre erste Show am 26. April 2012 in Tokio, Japan, im Shinjuku FACE. Bei dieser Premierenveranstaltung, WNC Before The Dawn, wurde Tajiri im Main Event von seinem langjährigen Weggefährten Akira besiegt. In den folgenden Monaten etablierte sich Tajiri als zentrale Figur der jungen Promotion und trat in verschiedenen Fehden und Matchkonstellationen an. Die Promotion veranstaltete regelmäßig Shows in verschiedenen japanischen Städten und baute einen Kader auf, der neben japanischen Wrestlern auch internationale Talente umfasste.
Den größten Erfolg seiner WNC-Karriere feierte Tajiri am 8. August 2013, als er in seiner Heimatpräfektur Kumamoto in der Kumamoto Circulation Information Hall vor etwa 300 Zuschauern den damaligen Champion Osamu Nishimura besiegte und die WNC Championship gewann. Tajiri sicherte sich den Sieg nach einem Crucifix Hold. Als dritter Champion in der Geschichte des Titels nach Akira und Osamu Nishimura verteidigte Tajiri den Titel in den folgenden Monaten fünfmal erfolgreich gegen verschiedene Herausforderer. Seine Regentschaft als Champion endete nach 203 Tagen am 27. Februar 2014 in Tokio, als er den Titel an den finnischen Wrestler StarBuck verlor. In einem intensiven Match unterlag Tajiri, nachdem StarBuck seinen charakteristischen Finisher, den Spike Piledriver, erfolgreich anwenden konnte.
Am 18. Juni 2014 verkündete Tajiri, dass Wrestling New Classic nach der Show am 26. Juni den aktiven Betrieb einstellen würde. Die Promotion hatte insgesamt mehr als 60 Veranstaltungen durchgeführt. Nach der Einstellung von WNC wechselten Tajiri und fünf weitere Wrestler der Organisation zur Promotion Wrestle-1.

### Total Nonstop Action Wrestling(2014)
Yoshihiro Tajiri debütierte bei Total Nonstop Action Wrestling (TNA) während der TNA Impact!-Aufzeichnungen im August 2014 in New York City. Sein erstes Match für die Promotion fand am 5. August statt, als er Robbie E in einem Qualifikationsmatch zum New York City Gold Rush besiegte, welches später am 24. September 2014 ausgestrahlt wurde. In den darauffolgenden August-Aufzeichnungen bestritt Tajiri gemeinsam mit Austin Aries ein Tag-Team-Match gegen James Storm und Sanada, welches das Duo verlor. Im Rahmen der am 24. September ausgestrahlten Episode von TNA Impact! nahm Tajiri am Finale des NYC Gold Rush teil, einem Fatal Five-Way Match, in dem auch Abyss, Mr. Anderson, MVP und Austin Aries antraten. Das Match wurde schließlich von Anderson gewonnen.
Der bedeutendste Auftritt Tajiris für TNA erfolgte beim Pay-per-View-Event Bound for Glory am 12. Oktober 2014 in der Kōrakuen-Halle in Tokio, Japan. Bei dieser Veranstaltung bildete Tajiri ein Team mit dem 2023 in die WWE Hall of Fame aufgenommenen The Great Muta und trat im Main Event gegen das Team The Revolution, bestehend aus James Storm und The Great Sanada, an. Das Match begann mit einer Konfrontation zwischen Tajiri und seinem Landsmann Sanada. Im Verlauf des Kampfes gelang es Storm und Sanada zeitweise, Tajiri zu isolieren, bevor dieser schließlich mit Muta wechseln konnte. Die entscheidende Schlusssequenz des Matches bestand aus einem koordinierten Angriff, bei dem sowohl Tajiri als auch Muta ihren charakteristischen Mist gegen Sanada einsetzten, woraufhin Muta mit seinem Finishing-Move, dem „Shining Wizard“, den Sieg für sein Team sicherte. Nach dem Match wurden Tajiri und Muta von James Storm attackiert, wobei Manik zur Unterstützung erschien, gefolgt von Team 3D, die für einen ausgeglichenen Kampf sorgten. Dies markierte Tajiris letzten Auftritt für TNA im Jahr 2014.

### Karriere und Erfolge beiWrestle-1(1014–2016)
Vor seinem TNA-Engagement hatte Tajiri am 6. Juli 2014 seinen ersten Auftritt unter einem Wrestle-1-Vertrag, wo er mit Yusuke Kodama ein Tag-Team-Match gegen das TNA-Team Ethan Carter III und Rockstar Spud bestritt und gewann. Seine Auftritte bei TNA im Jahr 2014 waren Teil einer Zusammenarbeit zwischen TNA und der japanischen Promotion Wrestle-1.
Am 22. September 2014 nahm Tajiri am Turnier um die Wrestle-1 Championship teil, schied jedoch bereits in der ersten Runde nach einer Niederlage gegen Masakatsu Funaki aus. In der Folge wurde er zunächst als Trainer für Funaki dargestellt, ehe er am 8. Oktober 2014 durch Eingreifen in dessen Halbfinalmatch gegen Masayuki Kono eine Wendung vollzog und sich dem von Kono angeführten Heel-Stable Desperado anschloss. Im November 2014 nahmen Tajiri und Kono am Turnier First Tag League Greatest teil, das die ersten Wrestle-1 Tag Team Champions ermitteln sollte, und qualifizierten sich mit einer makellosen Bilanz von vier Siegen für das Halbfinale. Am 30. November 2014 unterlag das Team jedoch Akira und Manabu Soya.
Im Jahresverlauf 2015 konnte Tajiri einen bemerkenswerten Titel erringen, als er am 16. Mai bei einer Wrestle-1-Veranstaltung Minoru Tanaka besiegte und die Intercontinental Championship der European Wrestling Promotion (EWP) gewann. Der Erfolg war jedoch nur von kurzer Dauer, denn schon am 30. Mai 2015 verlor er den Titel in einem Title-vs-Title-Match, das auch um Tanakas Wrestle-1 Cruiser Division Championship ausgetragen wurde, wieder an seinen Kontrahenten. Im Anschluss an diesen Kampf wurde Tajiri von seinen Stable-Kollegen attackiert und aus der Desperado-Gruppierung ausgeschlossen. Am 27. November 2015 bildete Tajiri mit Shuji Kondo das Tag Team TriggeR und sicherte sich die Wrestle-1 Tag Team Championship. Am 19. Juni 2015 kündigte die Promotion einen veränderten Vertragsstatus für Tajiri an, der fortan nur noch sporadisch für Wrestle-1 antreten würde.
Einen letzten großen Erfolg bei Wrestle-1 feierte Tajiri am 31. Januar 2016, als er gemeinsam mit Kaz Hayashi und Minoru Tanaka die vakante World Trios Championship der Universal Wrestling Association (UWA) gewann. Nach fünf erfolgreichen Titelverteidigungen musste das Trio den Gürtel am 29. Juli 2016 an Andy Wu, Daiki Inaba und Seiki Yoshioka abgeben. Zuvor hatte Tajiri am 28. Juni 2016 bereits seinen Abschied von Wrestle-1 aufgrund seines auslaufenden Vertrages bekanntgegeben. Während seiner Zeit bei Wrestle-1 war Tajiri nicht nur als aktiver Wrestler, sondern zeitweise auch als Akupunkteur tätig.

### Rückkehr zurWWE(2016/17)
Am 13. Juni 2016 kündigte die WWE Yoshihiro Tajiri als Teilnehmer des neu geschaffenen Turniers Cruiserweight Classic an. Das Turnier begann am 23. Juni 2016, wobei Tajiri in seinem Erstrundenmatch Damian Slater besiegte. Diese Begegnung markierte nach über zehn Jahren Tajiris erste Rückkehr in einen WWE-Ring. Im Achtelfinale des Turniers am 14. Juli 2016 unterlag Tajiri schließlich dem mexikanischen Wrestler Gran Metalik, der ihn mit dem Metalik Screwdriver, einer Variante des Fireman’s Carry Michinoku Driver, nach 10:53 Minuten besiegte. Nach dem Match zeigte Tajiri seinem Gegner gegenüber sportliche Fairness.
Bereits nach seinem Ausscheiden aus dem Turnier kursierten Gerüchte, dass Tajiri einen langfristigen Vertrag mit der WWE unterzeichnet habe. Am 4. Dezember 2016 bestätigte Tajiri, dass er einen Vollzeitvertrag mit der WWE unterzeichnet hatte und Anfang 2017 zurückkehren würde. Während einer NXT-Veranstaltung in Osaka, Japan, am 3. Dezember 2016 trat Tajiri zusammen mit Akira Tozawa gegen die NXT Tag Team Champions DIY (Tommaso Ciampa und Johnny Gargano) an, konnte jedoch nicht gewinnen.
Ab dem 13. Dezember 2016 wurden bei WWE 205 Live Videosegmente ausgestrahlt, die Tajiris bevorstehende Rückkehr ankündigten. Sein Debüt bei 205 Live erfolgte am 3. Januar 2017, wo er Sean Maluta besiegte. Nach dem Match versuchte The Brian Kendrick, Tajiri zu seiner Rückkehr zu gratulieren, woraufhin Tajiri ihm seinen charakteristischen Green Mist ins Gesicht spuckte und damit eine Fehde begann. Diese Konfrontation setzte sich am 7. Februar 2017 fort, als Tajiri nach einem Match zwischen Brian Kendrick und Lince Dorado erneut Kendrick mit seinem Green Mist attackierte.
Im Januar 2017 erlitt Tajiri bei einer NXT-Aufzeichnung eine Knieverletzung, kehrte jedoch im Februar kurzzeitig zurück. Am 22. April 2017 gab Tajiri über soziale Medien seinen Abschied von der WWE bekannt. Obwohl er nach eigenen Angaben medizinisch für die Rückkehr in den Ring freigegeben worden war, entschied sich die WWE aufgrund seines Alters gegen eine weitere Verwendung des damals 46-jährigen Wrestlers. Nach seinem WWE-Abschied kehrte Tajiri nach Japan zurück, wo All Japan Pro Wrestling am 11. Juni 2017 seinen ersten Auftritt nach der WWE ankündigte.

### All Japan Pro Wrestling(2017–2022)

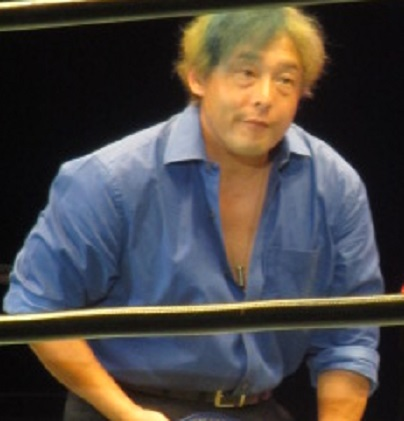
Tajiri im Jahre 2017

Nach seinem Abschied von der WWE kehrte Yoshihiro Tajiri im Juni 2017 zu All Japan Pro Wrestling (AJPW) zurück, wo er am 30. Juli 2017 Hikaru Sato besiegte und die renommierte AJPW World Junior Heavyweight Championship gewann. Seine erste Regentschaft als 44. Champion währte jedoch nur kurz, da er den Titel bereits am 27. August 2017 bei der AJPW 45th Anniversary Show an Último Dragón verlor. Tajiri eroberte die World Junior Heavyweight Championship am 21. Oktober 2017 zurück und hielt ihn bis zum 3. Februar 2018, als Atsushi Aoki ihn entthronte.
Seine Erfolge bei AJPW setzten sich am 15. Juli 2018 fort, als er Jun Akiyama mit einem Inside Cradle pinnte und dadurch die Gaora TV Championship errang, die er anschließend 143 Tage innehatte. Gemeinsam mit Koji Iwamoto gelang Tajiri 2018 ein bedeutender Turniererfolg, als das Duo vier von sechs Vorrunden-Matches des Turniers Jr. Tag Battle of Glory gewann und schließlich im Finale Atsushi Aoki und Hikaru Sato bezwang.
Tajiri blieb auch in den folgenden Jahren ein wichtiger Bestandteil des AJPW-Kaders und sicherte sich am 30. Oktober 2022 an der Seite von Yoshitatsu die All Asia Tag Team Championship durch einen Sieg über Evolution (Hikaru Sato & Dan Tamura). Seine Zeit bei All Japan endete im Dezember 2022, als bei einer Pressekonferenz bekanntgegeben wurde, dass Tajiri die Promotion nach Ablauf seines Vertrages verlassen würde, mit seinem letzten Auftritt am 25. Dezember 2022.

### Karriere inMajor League Wrestling(2021–2022)
Yoshihiro Tajiri debütierte bei Major League Wrestling (MLW) am 2. Oktober 2021 während der Veranstaltung MLW Fightland in Philadelphia, Pennsylvania. Die Ankündigung seines Debüts erfolgte bereits am 31. August 2021 über die offizielle Website der MLW. Bei seinem ersten Auftritt für die Promotion trat Tajiri in einem Four-Way-Match um die MLW World Middleweight Championship gegen den Titelträger Myron Reed sowie Arez und Aramis an. Tajiri sicherte sich den Sieg, indem er Reed mit seinem charakteristischen Green Mist attackierte und anschließend seinen Signature Buzzsaw Kick einsetzte. Damit wurde Tajiri in seinem Debütmatch direkt neuer MLW World Middleweight Champion und beendete Reeds zweite Titelregentschaft.
Seine erste Titelverteidigung absolvierte Tajiri am 28. November 2021 bei All Japan Pro Wrestling (AJPW) gegen den japanischen Wrestler Atsuki Aoyagi. Dies markierte die erste Verteidigung eines MLW-Titels in einem AJPW-Ring seit 2003. Die Zusammenarbeit zwischen MLW und AJPW ermöglichte diese interpromotionale Championshipverteidigung, bei der Tajiri seinen Titel erfolgreich behaupten konnte. Für den 19. Februar 2022 wurde eine weitere internationale Titelverteidigung in England gegen den britischen High-Flyer Jody Fleisch bei einer Veranstaltung von World Pro Wrestling (WPW) angekündigt. Zuvor sollte Tajiri seinen Titel am 21. Januar 2022 bei der Veranstaltung MLW Blood & Thunder in Dallas, Texas, in einem Triple Threat Match gegen den ehemaligen Champion Myron Reed und einen vor dem Match nicht genannten dritten Teilnehmer, Bandido, verteidigen. Während der Veranstaltung konnte sich zusätzlich Matt Cross qualifizieren, und es wurde damit zu einem Fatal-Four-Way-Match, das Myron Reed gewinnen konnte. Die Aufzeichnung dieser Show fand in Gilley’s Dallas statt und wurde von Rich Bocchini und Joe Dombrowski kommentiert. Mit diesem Titelverlust endete Tajiris Regentschaft als MLW World Middleweight Champion, während Myron Reed mit seinem Sieg zum dritten Mal diesen Titel erringen konnte.

### Kyushu Pro-Wrestling(2023 bis heute)
Am 3. Januar 2023 gewann Yoshihiro Tajiri bei der Veranstaltung Jōkyō 2023 in der Shinjuku FACE Arena die Kyushu Pro-Wrestling Championship gegen Kodai Nozaki und gab anschließend seine offizielle Eingliederung in die Kyushu Pro-Wrestling Promotion bekannt. Tajiri verteidigte seinen Titel mehrere Monate erfolgreich. Seine internationale Reputation führte dazu, dass zahlreiche Nachwuchswrestler aus verschiedenen Ländern zur Kyushu Pro-Wrestling kamen, um unter seiner Anleitung zu trainieren, was der Promotion eine internationale Ausrichtung verlieh. Am 28. April 2024 verlor Tajiri seinen Championtitel an Daisuke Sekimoto bei der Veranstaltung Kumamoto ba Genki ni suru Bai! in der Kumamoto Castle Hall.
Ein Höhepunkt seiner Zeit bei Kyushu Pro-Wrestling stellte die Feier seines 30-jährigen Ringdebütjubiläums am 28. September 2024 in seiner Heimatstadt Tamana dar, wo er ein Sechs-Mann-Tag-Team-Match bestritt und siegte. Am 30. März 2025 vollzog Tajiri eine überraschende Wendung in seiner Karriere, als er seinen ehemaligen Verbündeten Nozaki verriet und die Gruppierung Kami no Gundan (japanisch 神の軍団 ‚Gottes Armee‘) gründete. In der Folgezeit trat er bei verschiedenen Veranstaltungen der Promotion an, darunter am 12. Oktober 2024 in Kunisaki, am 14. Dezember 2024 in Yanagawa und am 5. Mai 2025 in Kasuga. Tajiris Präsenz bei Kyushu Pro-Wrestling führte zu einer erhöhten internationalen Aufmerksamkeit für die vormals regional ausgerichtete Organisation und etablierte sie als Ausbildungsstätte für Wrestling-Talente aus verschiedenen Ländern.

## Erfolge
All Japan Pro Wrestling
- 2× AJPW World Junior Heavyweight Championship
- 1× Gaora TV Champion (derzeitiger Titelträger)

Big Japan Pro Wrestling
- 1× BJPW Junior Heavyweight Champion
- 2× BJPW Tag Team Champion (mit Ryuji Yamakawa)

Combat Zone Wrestling
- 1× CZW Heavyweight Champion

Consejo Mundial de Lucha Libre
- 1× CMLL World Light Heavyweight Champion

Extreme Championship Wrestling
- 1× ECW World Television Champion
- 1× ECW World Tag-Team Champion (mit Mikey Whipwreck)

International Wrestling Association (Puerto Rico)
- 1× IWA Hardcore Champion

World Championship Wrestling
- 1× WCW United States Heavyweight Championship

World Wrestling Federation / Entertainment
- 3× WWE Cruiserweight Champion
- 1× WWF Light Heavyweight Champion
- 1× WWE Tag Team Champion (mit Eddie Guerrero)
- 1× WWE World Tag Team Champion (mit William Regal)